# Brandholmens varv

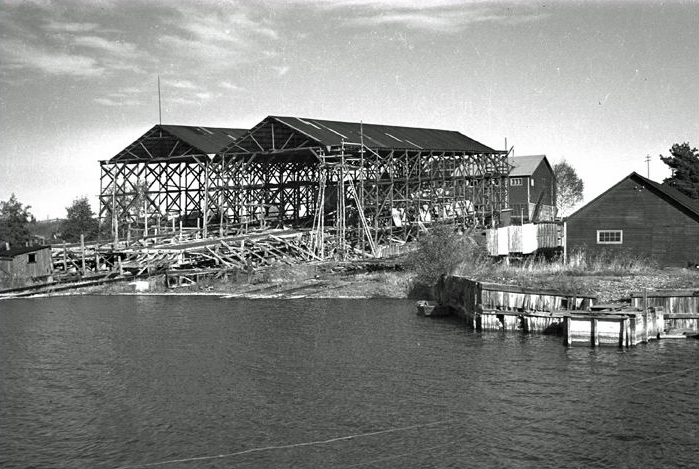
Brandholmens varv 1922

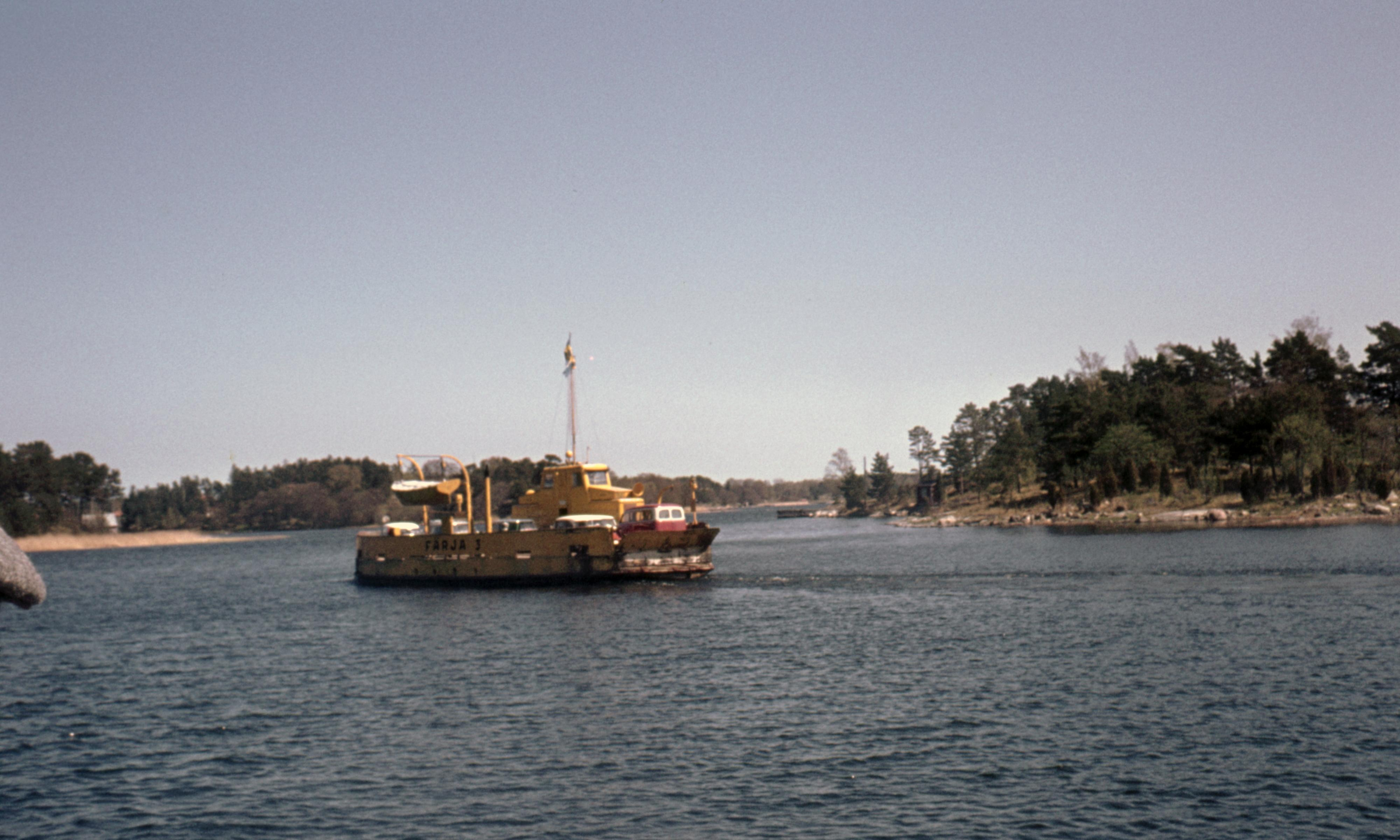
Färja 61/3, byggd 1938

Brandholmens varv i Nyköping tillverkade båtar, pråmar och bryggor i betong. Varvet byggdes av AB Contraktor och invigdes 1919.
Företag som bedrivit verksamhet vid Brandholmens varv:
- AB Marinbetong 1919 – 1929
- AB Contraktor 1929 – 1966
- AB Pontona 1966 – 1975
- Svenska Pontonhamnar AB 1979 –

År 1930 levererade Brandholmens varv det flytande badhuset Liljeholmsbadet i Stockholm.  Badhuset bogserades från Nyköping till Stockholm där det fortfarande används.
Varvet levererade mellan 1922 och 1943 ett antal bilfärjor i betong, bland andra sedermera Vägverkets färja 61/3 för Färjeleden Ramsmora-Djurö mellan Fågelbrolandet och Talludden på Djurö i Värmdö kommun.
År 2003 revs varvet på Brandholmen för att ge plats för bostäder.